# Max Barack
Max Barack (* 26. Februar 1832 in Durlach; † 1. September 1901 in Stuttgart) war ein deutscher Mundart-Schriftsteller, Dichter sowie badischer Major.

## Leben
Sein Vater war der großherzoglich-badische Regierungsrat Michael Barack, dessen Vater wiederum Kloster-Amtmann in Rastatt war.
Barack schlug eine Militärlaufbahn in der Badischen Armee ein und stieg bis zum Major auf. Vom 26. Oktober 1867 bis 24. März 1868 gehörte er als Hauptmann dem Leib-Grenadier-Regiment in Karlsruhe an. Anschließend kam er als Kompaniechef in das 3. Infanterie-Regiment Nr. 111 und nahm während des Krieges gegen Frankreich an der Belagerung von Straßburg teil. Aufgrund seines Gesundheitszustandes wurde er nach dem Friedensschluss mit der gesetzlichen Pension und der Berechtigung zum Tragen der Regimentsuniform in den Ruhestand versetzt. 1878 erhielt Barack noch den Charakter als Major.
Nach seiner Verabschiedung zog er nach Stuttgart. Dort war er als Schriftsteller tätig, am Anfang auch unter dem Pseudonym „B. A. Rack“. Er schrieb auf Hochdeutsch und, obwohl nicht in der Pfalz geboren oder aufgewachsen, in Pfälzer Mundart.
Am 8. September 1867 heiratete er die Mannheimerin Luise Hoff. Aus der Ehe gingen vier Kinder hervor: einer der Söhne war Hauptmann im Infanterie-Regiment „von Lützow“ (1. Rheinisches) Nr. 25 in Rastatt, ein weiterer Stabsarzt in Saarlouis, der Dritte Oberarzt in Aachen. Seine Tochter war mit dem Komponisten und Kapellmeister Josef Krug-Waldsee verheiratet.

## Werke (Auswahl)

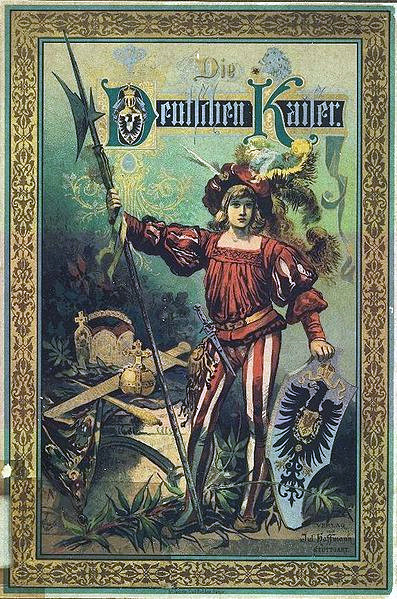
Scan des historischen Buches, Die deutschen Kaiser

- Der Drumbeder vun Wallstadt. 1874. Digitalisat der 2. Auflage 1880
- Die deutschen Kaiser. 1888.
- Sagenbuch von Baden-Baden und Umgebung. um 1895.

## Ehrungen
- Zwei Felddienst-Medaillen 1866 und 1870
- 25-jährige Dienstauszeichnung